# Чижовская верфь
Чижовская верфь — корабельная верфь, на которой в конце XVII века — начале XVIII века строились корабли для Азовской флотилии.

## История
Чижовская верфь была основана в 1697 году на правом берегу реки Воронеж в селе Чижовка (впоследствии слобода города Воронежа).
На верфи в период с 1697 по 1702 годы было построено шесть судов, включая два линейных корабля.
В сентябре 1697 года гостиным кумпанством были заложены и построены бомбардирские корабли специальной постройки (ших-бомбарды) «Гром» (Дондер), «Молния» (Бликсем), «Громовая стрела» (Дон-Дерпейл) и «Миротворец» (Вредемакер). Корабли имели мощную по тем временам артиллерию для борьбы против береговых укреплений — две мортиры, десять 24-фунтовых и 2 6-фунтовых пушки на каждом. Корабли строил датский корабельный мастер Август Мейер. В мае 1699 года суда были спущены на воду и продолжали достраиваться. 23 марта 1703 года «Гром», «Молнию» и «Громовую стрелу» перевели из Воронежа в Устье.
В октябре 1698 года князь П. И. Прозоровский в кумпанстве с кравчим В. Ф. Салтыковым заложил на Чижовской верфи 54 пушечный корабль-баркалону «Мяч» (Бал). Строил корабль мастер А. Мейер.
В октябре 1699 года был заложен ещё один 58-пушечный корабль-баркалон «Виноградная ветвь» («Вейншток») кумпанства князя М. Я. Черкасского и стольника князя В. Ф. Долгорукова. Строил корабль мастер Дирик Альбес. Во «Мнении о Воронежских кораблях» Пётр I отметил эти корабли, как одни из лучших: «3 корабля Избрантовы, Прозоровского, Черкасского, что на Чижовке, есть наилучшие от всех кумпанских кораблей…». На воду баркалон «Виноградная ветвь» был спущен 1 апреля 1702 года, а «Мяч» — 22 апреля того же года.
В связи с тем, что река Воронеж сильно обмелела, а в засушливые годы в районе Чижовки её переезжали на телеге, корабли пришлось переводить в устье реки Дона с помощью бычьих пузырей, доставленных на верфь в огромном количестве специально для этих целей.
В 1702 году на Чижовской верфи строительство кораблей прекратилось. Строители и мастеровые были переведены на Воронежскую верфь, а в 1705 году из-за обмеления реки Воронеж на Тавровскую верфь.